# Bačkovský hrad
Bačkovský hrad je zaniklý hrad, který se nacházel v dnešní obci Bačkov v okrese Trebišov na Slovensku. Obec leží 8 km na východ za Dargovským průsmykem a 5 km severně od města Sečovce.
Stopy po hradu se pravděpodobně nacházejí pod zříceninou kaštelu stojící přímo v Bačkově.

## Historie
Hrad byl postaven počátkem 14. století přímo v obci. Koncem 17. století pak došlo k jeho zbourání. Na jeho místě byl v roce 1750 postaven kaštel, který byl za druhé světové války spolu s obcí úplně zničen ustupujícími německými vojsky.